# Хумули
Мухаммад Нугай Джумакули ат-Турки ас-Самарканди аш-Шаудари ал-Ургути (узб.  Мухаммад Нугой ат-Турки ас-Самарканди аш-Шаудари ал-Ургути) (1776 — 1849) — узбекский историк, поэт эпохи Бухарского эмирата.

## Биография
Мухаммад Нугай ат-Турки ас-Самарканди аш-Шаудари ал-Ургути родился в 1776 году в селении Чеп Ургутского района, расположенном к юго-западу от Самарканда.
Начальное образование Мирза Садык получил в Шахрисабзе, а затем в Самарканде. Он служил судьей при эмирах Хайдаре и Насрулле.
Он писал свои сочинения под пседонимом Хумули.
Кроме сочинений «Тарихи Хумули» и «Тарих-u манзум», у Хумули имеется еще другое историческое сочинение —"Манзумати тарихи".

## Смерть
Хумули умер около 1849 года.